# Bárbara Leôncio
Bárbara Leôncio (Rio de Janeiro, 7 de outubro de 1991) é um atleta júnior brasileira, campeã mundial na prova dos 200 metros rasos do Mundial Juvenil de 2007, em Ostrava, na República Checa. Na mesma edição do Mundial, Bárbara foi quarta colocada nos 100 metros rasos. No ano seguinte, ficou com o 13º tempo nas semifinais dos 100 metros no Mundial Júnior, realizado em Bydgoszcz, na Polônia.

## Ver Também
- Olimpíadas Escolares